# Thế kỷ 1 TCN
Thế kỷ 1 TCN là khoảng thời gian tính từ thời điểm ngày đầu tiên của năm 100 TCN đến hết ngày cuối cùng của năm 1 TCN.